# Heal Our Land
Heal Our Land (Sanar nuestra tierra, traducido al español), es un álbum de la banda Planetshakers. Planetshakers Ministries International, Integrity y Columbia lanzaron el álbum el 10 de abril de 2012.

## Temas
| Número          | Título                 | Duración |
| 1               | Supernatural           | 4:07     |
| 2               | Good to Me             | 3:58     |
| 3               | Do It Again            | 4:21     |
| 4               | Heal Our Land          | 9:27     |
| 5               | Strength of My Life    | 6:42     |
| 6               | Hold On to Me          | 3:11     |
| 7               | Hallelujah to the Lord | 6:49     |
| 8               | You Have It All        | 6:37     |
| 9               | Power                  | 3:42     |
| 10              | It's You               | 3:39     |
| 11              | No One Like You        | 8:34     |
| 12              | Running to You         | 7:28     |
| Total duración: | Total duración:        | 68:40    |

## Posición en listas
| Lista (2012)                          | Máxima posición |
| ------------------------------------- | --------------- |
| Christian & Gospel Albums (Billboard) | 72              |